# Antolín García Rodríguez
Antolín García Rodríguez (Barcelona, 5 d'abril de 1928 - Madrid, 23 d'agost de 1990) va ser un locutor de ràdio i presentador de TV espanyol.
Va començar estudis a l'Escola d'Aparelladors, que compaginava amb la pràctica de l'esport, arribant a convertir-se en campió universitari d'Espanya d'Atletisme. Va abandonar la seva carrera per la ràdio. Va passar per l'aprenentatge a RADIO SEU, emissora universitària, començant després professionalment a Radio Intercontinental, a la qual seguiria Ràdio Nacional d'Espanya, i des de 1952 també pel doblatge, prestant la seva veu a actors com Cary Grant, Glenn Ford, Alain Delon, Peter O'Toole o Albert Finney. Més endavant, faria el pas a la televisió, en entrar en la plantilla de TVE.
Encara que va realitzar tot tipus de programes, la seva autèntica especialitat va ser la informació esportiva, comentant per exemple els partits de handbol, la Volta a Espanya, el Campionat Mundial de Gimnàstica Rítmica o el Campionat d'Espanya Individual de Gimnàstica Rítmica.
En 1984 el Consell de Direcció de TVE va plantejar el seu cessament per incompatibilitat en estar vinculat a l'empresa publicitària Unipublic, per la qual cosa va deixar de comentar proves esportives gestionades per aquesta empresa.
Entre els esdeveniments esportius que va cobrir, s'inclouen els Jocs Olímpics de Moscou i Los Angeles.
En 1970 va rebre el Premi Antena de Oro, per la seva labor radiofònica.
La seva filla, Marta García, va ser actriu de doblatge, locutora i presentadora de la informació meteorològica a Televisió Espanyola. Va tenir un carrer dedicat al barri madrileny d'Aluche que actualment ha desaparegut.

## Trajectòria a TV
- No se quede sin saberlo (1963)
- Destino TV (1964)
- La unión hace la fuerza (1964-1965)
- Tele-club (1964-1965)
- Gran Premio (1966-1967)
- Rimas populares (1969-1970)
- Ayer domingo (1970-1971)
- Siempre en domingo (1971-1972)
- Subasta de triunfos (1972-1974)
- Gente joven (1975-1977)